# Сведелиус, Вильгельм Эрик
Вильгельм Эрик Сведелиус (швед. Wilhelm Erik Svedelius; 5 мая 1816, Кёпинг провинция Вестманланд, Швеция) — 26 февраля 1889, Упсала) — шведский историк, политолог, педагог, профессор истории в университетах Лунда и Упсалы. Член Шведской академии (с 1864) и Шведской королевской академии наук (1870).
Ввёл политическую науку в качестве независимого курса в Швеции.

## Биография
С 1831 г. обучался в университете Упсалы. Магистр с 1839 г. С 1840 по 1850 г. — доцент политических наук альма матер.
Затем читал курс лекций по истории и статистике. В 1856 г. назначен профессором истории в Университете Лунда, с 1862 — профессор в Упсале. В 18680 1869 г. был ректором Уппсальского университета.
С 1858 г. — член Шведской королевской академии словесности. В 1864 году принят в Шведскую академию, а в 1870 г. Шведскую королевскую академию наук.
В 1864 году награждён шведской королевской медалью Litteris et Artibus за большой вклад в развитие науки, литературы и искусства Швеции. С 1879 году — доктор honoris causa Копенгагенского университета.

## Научная деятельность
Кроме истории, занимался исторической статистикой.
В 1849—1851 гг. вышло его сочинение о редукции в Швеции в царствование Карла Х Густава и Карла XI, в 1856 г. — «Об ответственности государственного совета», в 1857 г. — «Об исторических занятиях в шведских университетах», в 1861 г. — «Густав I и его время», в 1862 г. — «Развитие характера Густава II Адольфа», в 1866 г. — «Отрывки из истории Норвегии», в 1868—1869 гг. «Лекции по государствоведению» (2-е изд. в 1887 г.), в 1871 г. — «О национальных ферейнах и о студенческой жизни», в 1871—1872 г. «Мария Стюарт и Елизавета», в 1872 г. — о ландтагах Финляндии, в 1876 г. — «Введение в изучение государственного права Европы и Америки», в 1884 т. — «О культуре в Северной Европе», в 1889 г. — исследование по истории реформы представительства.
Другие значимые труды — «Совет государственной отчетности» (1856), «Исследования в шведской политической науке» (1875), «Об истории реформ» (1889),
Написал также биографии выдающихся шведских деятелей — Пипера, Спарре, членов Шведской академии и Академии наук и многих др. После смерти вышли его автобиографические заметки (1884—1890).
Считался специалистом по этике, который отстаивал протестантизм и гуманистические идеалы.
Похоронен на Старом кладбище Уппсалы.